# سياسة التأشيرات في جمهورية الكونغو

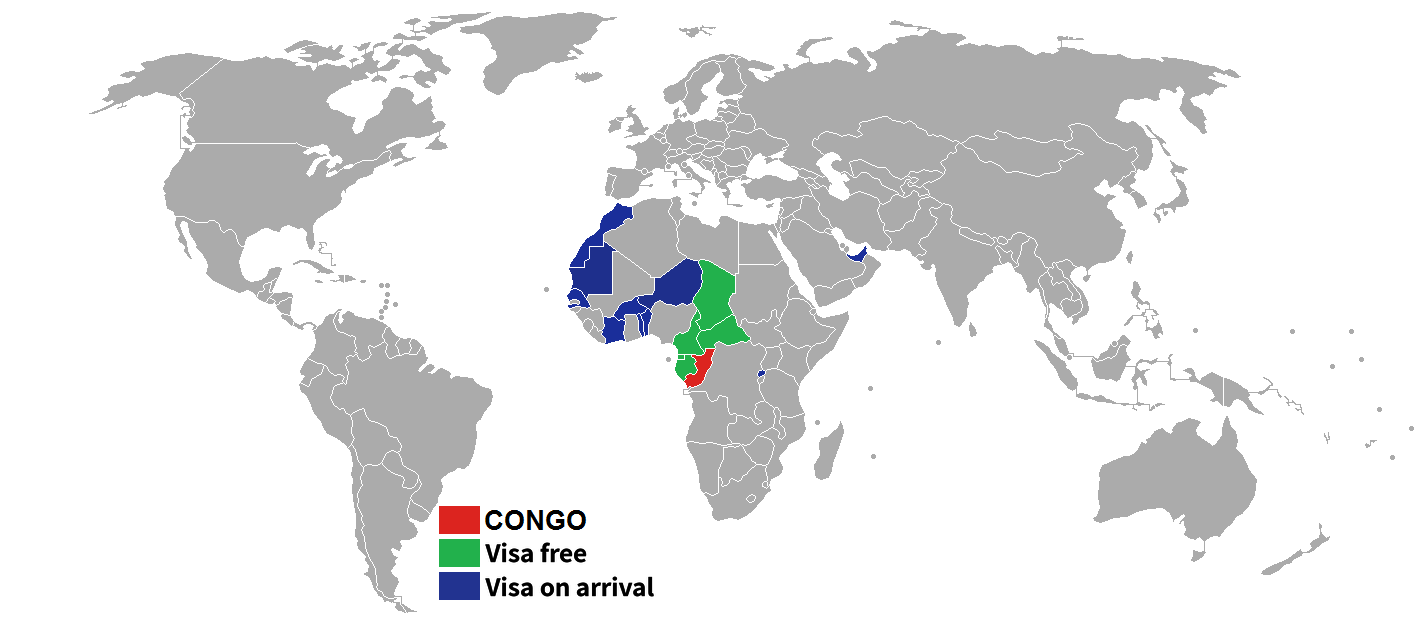
سياسة التأشيرات في جمهورية الكونغو

سياسة التأشيرات في جمهورية الكونغو تجب على الزائرين لجمهورية الكونغو الحصول على تأشيرة من إحدى البعثات الدبلوماسية لجمهورية الكونغو في بلادهم، أو إذا أتوا من إحدى الدول المعفاة من التأشيرة.

## الإعفاء من التأشيرة
يمكن لمواطني 14 دولة زيارة جمهورية الكونغو والحصول علي التأشيرة دخول لدي وصولهم:
| - بنين - بوركينا فاسو - الكاميرون - جمهورية أفريقيا الوسطى - تشاد - ساحل العاج - غينيا الاستوائية | - الغابون - موريتانيا - موريشيوس - المغرب - النيجر - السنغال - توغو |  |

حاملي جوازات سفر دبلوماسية الصادرة لمواطني البرتغال لا يحتاجون إلي تأشيرة.
يسمح بالعبور بدون تأشيرة للمسافرين المستمرين في رحلتهم علي نفس الطائرة بدون مغادرة المطار.